# Henry John Kaiser
Henry John Kaiser (Sprout Brook, 9 maggio 1882 – Honolulu, 24 agosto 1967) è stato un ingegnere, imprenditore e filantropo statunitense.
Oggi è considerato il padre della moderna cantieristica navale americana. Fondò numerose società , la prima e più importante la Kaiser Shipyard che si occupò della costruzione delle navi Liberty durante la seconda guerra mondiale, fondò anche la Kaiser Aluminum e la Kaiser Steel. Si occupò della tutela della salute dei suoi operai fondando la Kaiser Permanente. Fondò la casa automobilistica Kaiser-Frazer seguita dalla Kaiser Motors, entrambe note per la particolare cura della sicurezza nella progettazione. Kaiser aveva iniziato la sua attività nel settore immobiliare progettando la costruzione di grandi opere come dighe, ponti e centri civici, fra l'altro aveva collaborato alla costruzione delle dighe Hoover e Coolie e del ponte sulla baia di San Francisco. Con l'enorme ricchezza acquisita fondò la Kaiser Family Foundation, un'organizzazione assistenziale per i poveri.

## Biografia
Dopo aver iniziato a lavorare come apprendista fotografo, con i risparmi di quest'attività nel 1906 si trasferì nello stato di Washington, dove iniziò a lavorare nel settore delle costruzioni, prendendo in appalto dal governo dello stato la costruzione di opere pubbliche.
Nel 1914 fondò una società che si occupava di pavimentazioni stradali, una delle prime a servirsi di macchine edili pesanti. Ampliò notevolmente questa società nel 1927, quando concluse un contratto di venti milioni di dollari per costruire strade a Cuba. Nel 1931 la sua ditta fu capocommessa nella costruzione della diga Hoover sul fiume Colorado e delle dighe Bonneville e Grand Coulee sul fiume Columbia. Pur non avendo nessuna esperienza di costruzioni navali, volle creare dei cantieri navali a Seattle e Tacoma, dove iniziò a utilizzare tecniche innovative che prevedevano la saldatura di sezioni prefabbricate, al posto della tradizionale rivettatura delle lamiere.

### La costruzione delle navi Liberty durante la seconda guerra mondiale
Henry Kaiser divenne famoso con la fondazione del cantiere navale Kaiser Shipyard a Richmond, durante la seconda guerra mondiale. Qui adottò su grande scala le sue innovative tecniche di produzione che gli permettevano di costruire una nave da carico ogni 45 giorni. Queste furono le famose navi Liberty che contribuirono alla vittoria degli alleati anglo-americani nella Battaglia dell’Atlantico, in quanto rimpiazzavano rapidamente il naviglio mercantile affondato dagli U-Boot tedeschi. La fama di Kaiser crebbe notevolmente quando nel suo cantiere riuscì a costruire una nave Liberty da 10.500 tonnellate in soli quattro giorni. Impostò la Robert E. Peary domenica 8 novembre 1942 e la completò giovedì 12 novembre, quattro giorni e quindici ore dopo.. Il record precedente era stato di 10 giorni per la nave Liberty Joseph M. Teal.
L'idea di utilizzare la saldatura invece che la rivettatura nella cantieristica navale era venuta ad uno dei suoi collaboratori durante una visita ad una catena di montaggio della Ford. La saldatura era vantaggiosa perché richiedeva meno forza fisica ed era più facile di insegnare a migliaia di operai, per lo più non qualificati e in gran parte donne. Kaiser estese molto anche l'uso di parti prefabbricate altrove nella costruzione della nave, limitando il numero di operai necessari per completare una nave. Altri cantieri Kaiser si trovavano a Ryan Point (Vancouver) sul fiume Columbia nello stato di Washington e a Swan Island vicino a Portland, Oregon. Una nave più piccola fu costruita in 71 ore e 40 minuti dal cantiere di Vancouver il 16 novembre 1942. I concetti sviluppati da Kaiser per la produzione di massa di navi mercantili e di navi militari sono ancora in uso oggi. Presso i cantieri navali di Richmond Kaiser finanziò l'idea pionieristica del Dr. Sydney Garfield, realizzando la fondazione e l'ospedale Kaiser Permanente, per l'assistenza sanitaria degli operai dei suoi cantieri.
Kaiser costruì anche gli scafi per le portaerei di scorta, più di cento piccole portaerei che pattugliarono il Pacifico e l'Atlantico durante la seconda guerra mondiale.
Uno dei problemi con l'uso pionieristico degli scafi saldati, ancora non individuato a quel tempo, era quello della fragilità alle basse temperature che causava una frattura meccanica. Questo causò la perdita di alcune navi Liberty nei mari freddi dove le saldature cedevano e lo scafo si spezzava in due. Questo problema fu poi studiato e risolto dall'esperta metallurgica inglese Constance Tipper che fece introdurre piccole modifiche nel design e un più rigido controllo della saldatura che furono applicate alle Liberty costruite fra il 1947 e il 1955.
Con la sua partecipazione a un gruppo chiamato Six Companies, Inc., Kaiser ha anche avuto un ruolo importante nelle Joshua Hendy Iron Works di Sunnyvale, California , che ha costruito l'EC-2 un motore a tripla espansione di vapore per le navi Liberty.
Kaiser e i suoi soci organizzarono la California Shipbuilding Corporation. L'ospedale da campo Kaiser di Richmond per i cantieri navali Kaiser, finanziato anche dalla Commissione marittima degli Stati Uniti fu aperto il 10 agosto 1942. Sponsorizzato dalla Fondazione Permanente di Henry J. Kaiser, era gestito dal medico Sidney R. Garfield. Era strutturato come componente di un sistema di cure mediche a tre livelli che comprendeva anche sei postazioni di pronto soccorso ben attrezzate nei singoli cantieri navali e con l'ospedale principale a Oakland, dove erano trattati i casi più critici. Dall'agosto 1944, il 92,2% dei dipendenti del cantiere Richmond aderì al piano di contribuzione volontaria, il primo piano contributivo di assistenza sanitaria degli Stati Uniti che garantiva cure mediche di ottimo livello agli associati. Dopo la fine della guerra, il piano fu ampliato per includere le famiglie dei lavoratori. Nel 1990, Kaiser Permanente era ancora il più grande Ospedale senza scopo di lucro del paese, fu poi chiuso nel 1995.

### Attività di Kaiser nel dopoguerra
Dopo il Kaiser si impegnò nel settore immobiliare fondando la comunità suburbana di Honolulu Hawaiʻi Kai nelle Hawaii (dove gli è stata intitolata una scuola superiore statale) e Panorama City, vicino a Los Angeles.
Nel 1945, Kaiser si associò con Joseph Frazer per creare una nuova casa automobilistica sui resti della Graham Paige, di cui Frazer era stato presidente. Utilizzò uno stabilimento in disuso della Ford Motor Company a Willow Run, Michigan, originariamente costruito per la produzione di aerei durante la seconda guerra mondiale da Ford. La Kaiser Motors produsse automobili sotto i nomi di Kaiser e Frazer fino al 1955, quando abbandonò il mercato statunitense e trasferì la produzione in Brasile e Argentina. Alla fine degli anni sessanta, questi stabilimenti sudamericani furono venduti a una società mista Ford-Renault. Nel 1953 Kaiser acquistò la Willys-Overland, che produceva la linea di veicoli Jeep, cambiando il suo nome in Willys Motors. Nel 1963 il nome fu cambiato in Kaiser-Jeep, che poi fu venduta all'American Motors Corporation nel 1970. Nella transazione, Kaiser acquisì una quota del 22% di AMC, che poi cedette.
Kaiser fondò la Kaiser Aluminum nel 1946 con un contratto di locazione e la promessa di acquisto di tre stabilimenti di alluminio dal governo degli Stati Uniti. Nei decenni successivi, la Kaiser Aluminum crebbe fino a coprire tutta la filiera della produzione dell'alluminio, compresa l'estrazione e la raffinazione della bauxite in allumina, la produzione di alluminio primario da allumina e la fabbricazione di prodotti finiti e semilavorati in alluminio.
Nel 1948, Kaiser fondò la Henry J. Kaiser Family Foundation, (nota anche come Kaiser Family Foundation), una fondazione con sede negli Stati Uniti, senza scopo di lucro, che focalizza le proprie attività sulle principali questioni di assistenza sanitaria statunitensi. La Fondazione, non associata a Kaiser Permanente o a Kaiser Industries, è una voce indipendente e fonte di fatti e di analisi per i responsabili politici e per i media, di tutte le questioni riguardanti la problematica sanitaria.
La banca Kaiser Permanente Federal Credit Union venne fondata nel 1952 per servire i dipendenti della Kaiser Foundation Hospitals, della Permanente Medical Group, Inc. e della Kaiser Foundation Health Plan, Inc . Nel settembre del 2008, la The National Credit Union Administration (NCUA) si alleò con l'Alliant Credit Union, con sede a Chicago, Illinois, per l'acquisto di beni della Kaiser Permanente Federal Credit Union di Oakland, California. L'acquisto e l'acquisizione è stata completata il 26 settembre 2008. La Kaiser Federal Bank è stata originariamente fondata nel 1953 come un'unione di credito per servire i dipendenti della Kaiser Foundation Hospitals di Los Angeles, California e convertita in una banca federale di mutuo soccorso nel 1999. La Kaiser Federal Financial Group, Inc è una società del Maryland che possiede tutte le azioni ordinarie della Kaiser Federal Bank. Lo stock del Kaiser Federal Financial Group, Inc. è quotato al NASDAQ con il simbolo commerciale "KFFG".
Henry Kaiser ha trascorso gran parte dei suoi ultimi anni a Honolulu e ha sviluppato un'attenzione quasi ossessiva per perfezionare il suo paesaggio urbano. Ha fondato il Kaiser Hawaiian Village Hotel, oggi conosciuto come Hilton Hawaiian Village. Kaiser ha anche costruito in questa località una delle prime cupole geodetiche degli Stati Uniti.
Nel 1967 Kaiser morì all'età di 85 anni a Honolulu, Hawaii. È sepolto nel Cimitero di Mountain View a Oakland, California.

## Omaggi e riconoscimenti
- Nel 1984 l'Auditorium di Oakland dopo un restauro di un anno fu rinominato Kaiser Convention Center in memoria di Kaiser.
- La Marina degli Stati Uniti intitolò a Henry J. Kaiser una classe di 18 navi appoggio petroliere costruite fra gli anni '80 e gli anni '90, la cui prima unità, la USNS Henry J. Kaiser (T-AO-187) entrò in servizio il 19 dicembre 1986.
- Il 25 agosto 2009 il governatore Arnold Schwarzenegger e l'artista Maria Shriver annunciarono che a Kaiser sarebbe stata dedicata una delle 13 stanze del California Museum di Sacramento.